# Hendrik Ero

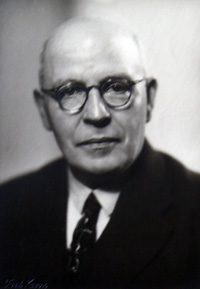
Hendrik Ero

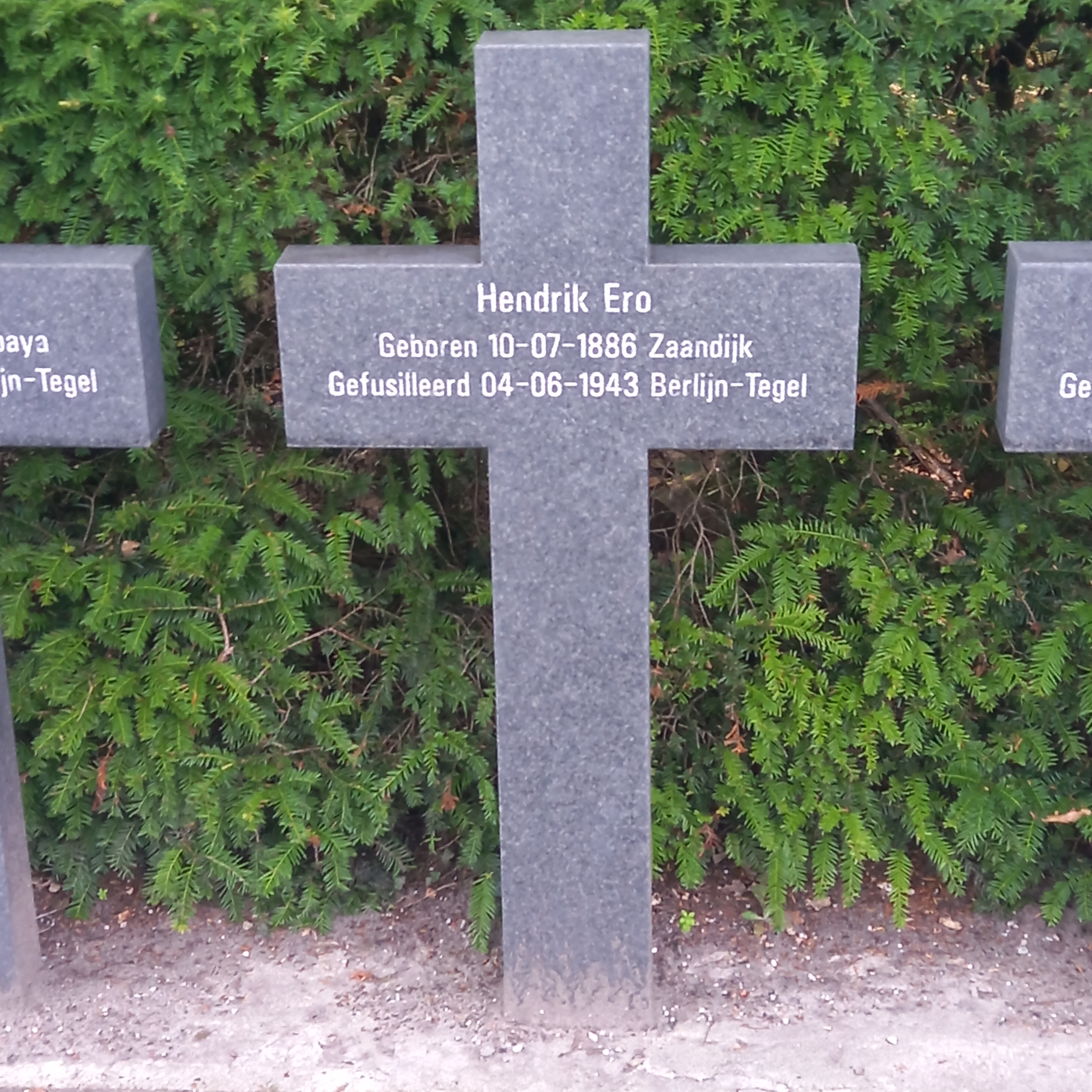
Het graf van Hendrik Ero op begraafplaats Westduin in Den Haag

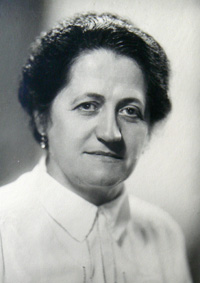
Louise Ero - Chambon

Hendrik Ero (Zaandijk, 10 juli 1886 - Berlijn-Tegel, 4 juni 1943) was een Nederlands verzetsman tijdens de Tweede Wereldoorlog.
Hendrik Ero was in 1913 getrouwd met Louise Ursule Chambon uit Frankrijk; ze woonden in Parijs. Toen Hendrik tijdens de Eerste Wereldoorlog als buitenlander niet meer welkom was in Frankrijk, verhuisden ze naar Londen, waar hij een baan kreeg in het beroemde Hotel The Savoy. Hun eerste dochter Rika werd in 1915 geboren. In 1918 kwamen ze terug naar Nederland, omdat zijn broer Cornelis aan de Spaanse griep was overleden. Hendrik Ero nam café-restaurant-hotel De Waakzaamheid aan de Hoogstraat in Koog aan de Zaan van zijn broer over en werd hotelhouder. In 1919 werd Jean geboren en in 1922 Jeanette Elise ('Netty'). 
Een belangrijke gebeurtenis vond plaats op 29 januari 1935, de dag waarop NSB-leider Anton Mussert er een propaganda-avond organiseerde. Deze werd gevolgd door een protestmars waaraan een honderdvijftigtal communisten deelnam. Hendrik en Louise Ero waren overtuigd Oranjegezind.

## Verzet
Toen de Tweede Wereldoorlog uitbrak, waren de twee dochters in Algerije. Rika was inmiddels getrouwd met Henri Ponsich, een Franse kolonel die naar Algiers was gestuurd en Netty was bij haar zuster op bezoek.
Die eerste zomer viel een groepje NSB'ers het restaurant van De Waakzaamheid binnen en verstoorden een dansavond. Hendrik en Louise waren woedend en besloten in het verzet te gaan. Ze vingen Engelandvaarders, piloten en onderduikers op en verborgen wapens, afkomstig van de Artillerie-Inrichtingen Delft en Hembrug. Ze sloten zich aan bij de Stijkelgroep en vergaarden inlichtingen.
Een regelmatige gast in De Waakzaamheid was reserve-officier en Unilever-directeur Johan Hendrik Westerveld uit Den Haag. Hij begon al gauw na de Duitse inval met het opbouwen van een Ordedienst. Hendrik behoorde ook tot de Ordedienst Westerveld.

## Arrestatie, gevangenschap en executie
Hendrik en Louise Ero werden op 25 april 1941 gearresteerd en naar het Oranjehotel in Scheveningen overgebracht. Hij zat in cel 497, totdat hij op 25 maart 1942 naar de gevangenis aan de Lehrterstrasse 3 in Berlin-Tegel werd overgebracht. In september werd Ero met 39 andere leden van de Stijkelgroep ter dood veroordeeld. Zes van hen kregen gratie, een lid overleed in de gevangenis, de resterende 32 mannen werden op 4 juni 1943 gefusilleerd.
Met de andere gefusilleerde leden van de Stijkelgroep werd Ero in Oost-Berlijn begraven. In 1947 werden de stoffelijke resten naar Nederland overgebracht en op de begraafplaats Westduin herbegraven. De houten kruizen werden later vervangen door kalkstenen kruizen. In 1953 werd door burgemeester Schokking een monument voor de Stijkelgroep onthuld.
Louise Ero (1891-1944) werd aanvankelijk ook ter dood veroordeeld, maar dit werd omgezet in vijf jaar tuchthuis. Op 25 maart 1942 werd ze op transport gesteld naar Berlin-Moabit en vandaar via Lübeck en Cottbus naar Ravensbrück, waar zij overleed. Netty kwam in 1942 naar Nederland terug en heeft haar ouders nooit mee
r gezien.